# 6017 Robertmorehead
A 6017 Robertmorehead (ideiglenes jelöléssel (6017) 1991 PY11) a Naprendszer kisbolygóövében található aszteroida. Henry Holt fedezte fel 1991. augusztus 7-én.